# Falciot cuaespinós meridional
El falciot cuaespinós meridional (Chaetura meridionalis) és una espècie d'ocell de la família dels apòdids (Apodidae) que habita boscos i camp obert de l'est i sud-est de Bolívia, est i sud del Brasil, nord del Paraguai i nord-oest de l'Argentina.